# Hermann Trautmann
Hermann Trautmann (* 18. April 1842 in Wittenberg; † 6. April 1926 in Köthen) war Kaufmann und Mitglied des Deutschen Reichstags.

## Leben
Trautmann besuchte das Gymnasium in Wittenberg, die Handelsschule in Dessau und wurde Kaufmann. Bis 1895 war er Inhaber eines Modewarengeschäfts und seit 1890 Mitinhaber und Leiter einer Dampfziegelei. Auch war er Mitbegründer und Zweiter Vorsitzender des Aufsichtsrats der Hafen- und Lagerhaus-Aktien-Gesellschaft Aken. Als 1905 sein Schwiegervater Hugo Behr starb, übernahm er die Wilhelm Behr Spirituosen- und Essigfabrik in Köthen.

## Politischer Werdegang und Ehrenämter
Seit 1873 war er Stadtverordneter und seit Jahren Stadtverordnetenvorsteher in Köthen. Ab 1894 war er Mitglied der Handelskammer und des Bezirkseisenbahnrates Halle-Erfurt, Kreistagsabgeordneter und Zweiter Vorsitzender des anhaltischen Feuerwehr-Verbandes. Von 1907 bis 1912 war er Mitglied des Deutschen Reichstags für den Reichstagswahlkreis Herzogtum Anhalt 2 (Bernburg, Köthen, Ballenstedt) und die Nationalliberale Partei.

## Ehrungen und Auszeichnungen
Er wurde ausgezeichnet mit den Ritter-Insignien I. Klasse des Herzoglich anhaltischen Hausordens Albrecht des Bären, der Jubiläums-Medaille des Herzogs Friedrich von Anhalt, der China-Denkmünze aus Stahl und der Feuerwehr-Medaille für 25-jährige Dienstzeit.
Am 15. Dezember 1910 wurde er zum Ehrenbürger von Köthen ernannt.
Trautmann war Mitglied der Freimaurerloge Ludwig zum Palmbaum in Köthen und zeitweilig deren Meister vom Stuhl. 1912 wurde er zudem Ehrenmitglied der Loge Zur Eule auf der Warte in Eilenburg.